# Mario Pergolini
Mario Daniel Pergolini (Buenos Aires, Argentina, 3 de juliol de 1964) és un presentador de ràdio, televisió, actor, dirigent esportiu i empresari argentí. Actualment dirigeix Vorterix, on condueix «Maledicció, serà un dia bonic».
Va exercir com a vicepresident primer del Club Atlètic Boca Juniors.

## Biografia

### La seva infància i la seva família
Pergolini va néixer a la ciutat de Buenos Aires, el 3 de juliol de 1964. És el segon fill d'Edmundo Silvestre Pergolini i Beatriz Mencione.
Pergolini va viure la seva infància i adolescència a San Isidro ia Martínez. Va cursar estudis primaris al col·legi Santa Isabel i secundaris a La Salle de Florida a Vicente López, després de problemes amb les autoritats de l'institut, va canviar d'escola i va finalitzar els seus estudis secundaris com a tècnic electromecànic.
Mario Pergolini va reconèixer que un dels seus entreteniments favorits de petit, time simular ser un locutor de ràdio, solia gravar en cassets la seva veu, que sobreposava en temes musicals per emular els presentadors de ràdio.
Fins als dotze anys només va escoltar música clàssica i jazz, fins que va descobrir Pink Floyd a través del seu disc de 1973 The Dark Side of the Moon on va trobar el costat més experimental del rock. Va continuar amb Deep Purple, el seu àlbum Machine Head, - Highway Star (Estrella al Camí) -ho va introduir per sempre al rock, que en part li canviaria la vida.

### Cursa
El 1982, es va afiliar al Club Social i Esportiu Defensa i Justícia, i va formar part de la Club Social i Esportiu Defensa i Justícia. Va militar un temps en un comitè de la Unió Cívica Radical, però va abandonar un temps després. Va treballar a casa de govern durant el govern de Raúl Alfonsín de fet li va comunicar la seva renúncia al mateix Alfonsín.
En 1985, va treballar amb Alejandro Rozitchner, en el seu programa que es deia "Tot Malament" i s'emetia per Radio Belgrano, on va oficiar d'assistent.
Mentrestant també treballava en una empresa de temps compartit, on el seu cap el va posar en contacte amb un jove ongoing diplomat de l'escola unrivaled de periodisme de l'Institut Grafotècnic, Ari Paluch. Tots dos van discutir les seves idees i projectes, així finalment va néixer "Feedback"; el que seria oficialment el primer programa de Pergolini a la ràdio i mitjans en general. Van presentar la demo en FM de Ràdio Continental, on va agradar i van començar amb "Feedback" l'1 d'agost de 1985.
També per aquesta època en què conduïa "Feedback" havia començat a estudiar a la Universitat del Salvador, la carrera de Comunicació social, la qual va abandonar temps després després d'una discussió amb un dels professors, entre altres coses que li disgustaven.
El 1986 el programa es va mudar a una efímera estació de Freqüència Modulada anomenada FM OKEY. En companyia de Paluch van generar una renovació a l'estil de programes per a joves d'aquella època, en horari nocturn. En aquesta estació van romandre fins a finals d'aquell any. Paral·lelament, el duet de conductors va realitzar petites participacions al programa de TV " Badia i Companyia ", que s'emetia els dissabtes a la tarda al Canal 13 de Buenos Aires.
El 1987 el programa muda novament d'emissora i passa a formar part de la nova programació de la FM de Ràdio Buenos Aires, la Rock &amp; Pop (al 106.3 del dial per aquells anys, i amb els estudis a l'Avinguda Belgrano 270 de Capital Federal). També va començar aleshores el programa radial Radio Bangkok, amb Lalo Mir, Douglas Vinci i Bobby Flores. Fins aleshores la FM només passava música les vint-i-quatre hores i aquest va ser el primer canvi radical en més de dos anys de transmissió. El cicle va passar a la tarda en lloc del seu horari nocturn a FM OKEY, mantenint la seva línia artística. Paral·lelament va desenvolupar juntament Mir, Vinci, Flores, Daniel Grinbank i les models Lara Zimmerman i Raquel Mancini el polèmic programa "Rock & Pop TV", que s'emetia per Canal 11 de Buenos Aires. Aquest mateix any acompanya Soda Stereo en part de la seva gira "Signes".
A l'any següent 1988 Mario Pergolini es va separar del seu coequiper Paluch i va començar, produït per Eduardo de la Pont (i en horari nocturn), el programa "Males Companyies", sempre per Rock and Pop. El programa va continuar a l'aire fins a mitjans de 1989, quan es va prendre la decisió artística d'aixecar tota la programació després de perdre per primera vegada en anys el lideratge en els mesuraments del segment adolescent davant d'una altra FM de l'època. En aquest llavors Pergolini va realitzar la seva segona incursió televisiva al costat de Jorge Guinzburg al programa "Penúltim Moment", que sortia a l'aire per Tevedos.
L'any 1990 després de nombrosos fracassos professionals va decidir prendre un respir de tantes pressions i reprendre el seu vell ofici, per la qual cosa després d'algunes setmanes d'encaust i neguit va tornar a conduir el seu taxímetre peugeot 404 a la ciutat de Buenos Aires, el qual tenia guardat en un garatge del barri porteño de la Paternal, com a últim repeats en cas que les coses no sortissin tan bé com esperava, cosa que finalment va succeir producte de la seva fosca forma de relacionar-se amb els mitjans de comunicació de l'època. Però qui diria que aquest fos el repeats amb què comencés an amassar la seva petita però gran fortuna.
El 1991 va debutar a Cablevisión amb el seu primer protagonista a TV: "Videolínea". Un dels socis de la productora d'aquest programa era Diego Guebel, amic de Pergolini de la Universitat del Salvador. Al cap de pocs mesos es va traslladar a la TV oberta, més precisament primerament a Canal 2 América Te Ve i després a ATC, on al costat de Pipo Cipolatti (cantant de la banda Els Twist) i Paki Galé condueixen el cicle La TV ataca. S'acabaria anant de Canal 7 per problemes amb Gerardo Sofovich, ja que es va produir un conflicte gremial i Pergolini es va manifestar a favor dels treballadors.
El 1992 el cicle es va mudar al Canal 9 d'Alejandro Romay, qui li va oferir també la conducció d'un programa els diumenges a la nit per competir amb "Ritme de la Nit", de Marcelo Tinelli. El cicle es va anomenar " Feu - ho per mi ", títol d'una cançó de la banda punk argentina Attaque 77. Simultàniament, en ràdio va començar al costat de Conrado Geiger, Juan Di Natale, Leo Fernández i Marcelo Gantman un programa anomenat "Podria ser Pitjor", que sortia a l'aire de dilluns a divendres a la tarda, sempre per FM Rock &amp; Pop .
A principis de 1993, Pergolini va començar un nou programa de ràdio a la FM Rock & Pop 95.9, anomenat " Quin és? ", conduït al costat d' Eduardo De la Pont i Marcelo Gantman (fins al 23 de desembre de 2011) i que es havia convertit en el programa radial en FM més escoltat de l'Argentina.  .
A mitjan 1996, des del seu programa " Quin és? ", es va realitzar la primera transmissió de ràdio en viu per Internet de Llatinoamèrica des dels estudis de la Rock&Pop. Aquesta transmissió va ser realitzada per Gustavo Font, en aquella època, un jove innovador que col·laborava amb la ràdio i que anys més tard formaria una empresa de tecnologia al costat de Charly Alberti, el reconegut baterista de Soda Stereo .

</br>El 1995 va portar a la televisió portenya un projecte: CQC (Caiga Quien Caiga). El programa es va emetre per América TV fins al 1999 quan va culminar la primera etapa del mateix. El programa va tornar al 2002, aquesta vegada a la pantalla de Canal 13 on va romandre fins al 2005. Des del 2006 fins al 2011 el programa és emès per Telefe, encara que Pergolini i De la Puente ja havien abandonat el programa el desembre de 2008. El qual actualment, després d'algunes transformacions, va canviar a canal 2 Amèrica TV 2012, a càrrec només de dos conductors, Juan Di Natale i Guillermo López.
CQC es presenta com un programa de ruptura amb la televisió tradicional, que fa una crítica dels polítics I de la faràndula a partir de la ironia I la paròdia. Això li va valer ser considerat al mitjà televisiu un programa no merament d'humor, sinó un periodístic de forta crítica política I social. No obstant això, això és criticat en la publicació "Caiga Quien Caiga", de Santiago Gándara (teacher de la carrera de Ciències de la Comunicació a la Universitat de Buenos Aires), que sosté que CQC presenta més continuïtats que ruptures amb la televisió tradicional.
Assenyala que Mario Pergolini es presenta com un representant estereotípic de la joventut, perquè és espontani, provocador, contestatari, rebel. Però que en realitat, no presenta cap judici a l'estructura I el funcionament dels mitjans I el poder polític. Les accions suposadament "rebels" són un joc inofensiu, per la qual cosa el "jove rebel" es burla de child menys dels fonaments d'allò del que es burla.
És coneguda la seva rivalitat amb Marcelo Tinelli, que va començar quan Pergolini conduïa La TV ataca i Tinelli VideoMatch. Després la baralla va seguir amb un altre enfrontament de programes: Pergolini amb " Fal-ho per mi " i Tinelli amb Ritme de la nit. En tots els casos, l'enfrontament era entre dos estils oposats, encara que ambdues productores es van associar per a diferents projectes, per exemple el reality xou "El Bar" a la televisió espanyola.
En 2000 va coproduir dos films: La panxa i Plata cremada. El 2004 va participar en els últims capítols de la primera temporada de Floricienta ; quan Federico (Juan Gil Navarro), se'n va al cel, Pergolini personifica a Déu.
L'any 2005 s'emet per El Trece la primera temporada del cicle " Alguna cosa hauran fet per la història argentina " amb la conducció de Mario (també productor) i el divulgador d'història argentí Felipe Pigna (idea original), que narra, de manera entretinguda i didàctica, els principals fets que es van succeir al país, des dels seus inicis, al començament del segle xix fins a l'actualitat. L'any 2006 el programa passa a Telefe i és conduït per Pergolini i Pigna novament.
A finals de 2008 s'estrena la tercera temporada, novament a la pantalla de Telefe, ja sense Pergolini (que havia decidit al començament d'aquell any retirar-se definitivament de la televisió), que és reemplaçat per Juan Di Natale, encarregat de la conducció al costat de Pigna.
Durant l'any 2007, va produir i va ser el conductor de l'adaptació de format del programa El Gen Argentino. El mateix buscava trobar la figura representativa de tots els argentins. El guanyador triat per votació del públic va ser José de San Martín.
El 2011 va tenir una participació a la tira de Pol-ka, Els únics en la qual va interpretar Samuel Rilke, el segrestador de Gabriel Nielsen, el personatge d' Adrián Suar .
El 12 de juny de 2011, l'històric jugador de Boca Juniors, Martín Palermo, va realitzar el seu comiat del futbol professional en el seu últim partit oficial davant de Banfield. Al final d'aquesta trobada, Pergolini (reconegut seguidor de Boca), va conduir dins del camp de joc un comiat organitzat per la dirigencia Xeneize, on Palerm va rebre regals i va dedicar unes paraules a la gent que va assistir aquell dia a La Bombonera.
El 23 de desembre de 2011 es va acomiadar definitivament de Quin és? i de la Rock and Pop després de 19 anys conduint el programa i 25 a la Ràdio.

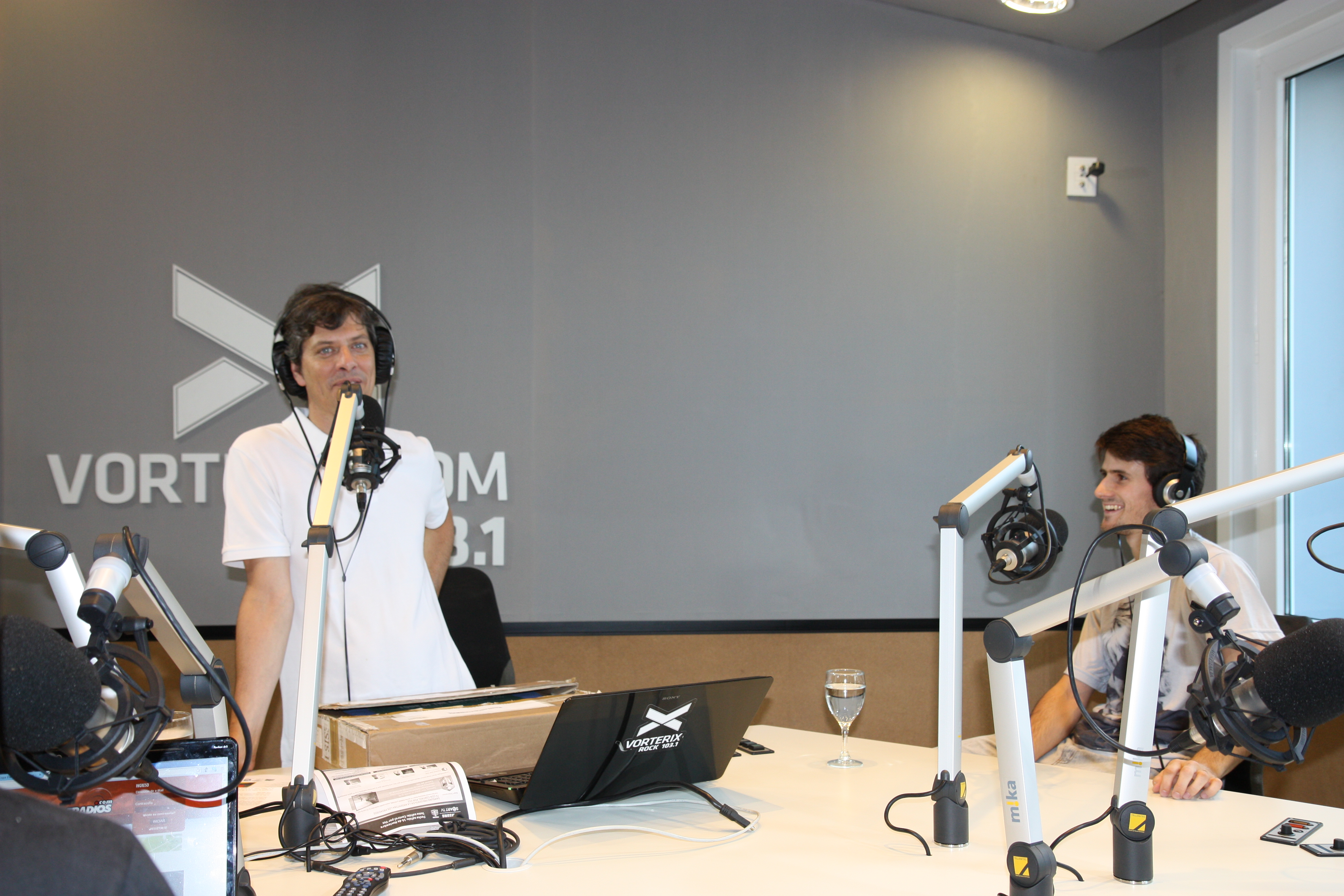
Pergolini als estudis de Radio Vorterix

A partir del 2012 va començar el seu projecte més ambiciós fins ara: Vorterix, el qual inclou una ràdio (que està a la freqüència de FM 92.1 de la Ciutat de Buenos Aires), un teatre amb capacitat per a 2000 espectadors, en el qual es desenvolupen recitals i diverses activitats relacionades amb el rock (antic Teatre Argos o Col·legials, Avenidas F. Lacroze i Álvarez Thomas), i un lloc web on es realitzen diverses transmissions de recitals i concerts en HD. Aquest projecte va ser encarat en societat amb els empresaris Sergio Szpolski i Matías Garfunkel. Durant el 2014 a la data del seu aniversari número 50 va recórrer tota la música que el va marcar a la seva vida des de 1964 fins a l'actualitat al programa Tenemos Malas Noticias que actualment condueix.
El 2016, el seu programa canvia de nom a "Mala Mia". I el 2017 a Maledicció serà un dia bonic .

### Candidat a Vicepresident de Boca Juniors 2015 i 2019

#### Eleccions 2015
El novembre del 2015 Pergolini va llançar la seva candidatura a vicepresident acompanyant Jorge Amor Ameal qui havia presidit Boca Juniors entre 2008-2011. L'anunci ho va fer per Vorterix, la ràdio que va crear el 2012 "Seré candidat a vicepresident de Boca amb Jorge Ameal" en més d'una oportunitat havia elogiat la gestió de l'expresident. La fórmula Ameal-Pergolini va sortir en segon lloc amb el 30,97% dels vots.
| Candidat                 | Candidat                 | Vice                     | Agrupació       | Vots   | %       |
| ------------------------ | ------------------------ | ------------------------ | --------------- | ------ | ------- |
|                          | Daniel Angelici          | Rodolfo Ferrari          | La meitat+vos   | 11 421 | 42,78%  |
|                          | Jorge Amor Ameal         | Mario Pergolini          | Junts per Boca  | 8 063  | 30,97%  |
|                          | José Beraldi             | Ròmul Zemborain          | Passió per Boca | 6 549  | 25,16%  |
| Total de vots vàlids     | Total de vots vàlids     | Total de vots vàlids     |                 | 26 033 | 99,80%  |
| Vots nuls i blancs       | Vots nuls i blancs       | Vots nuls i blancs       |                 | 50     | 00,20%  |
| Total de sufragis emesos | Total de sufragis emesos | Total de sufragis emesos |                 | 26 083 | 100,00% |

Font: Canchallena.com.ar

#### Eleccions 2019
A les eleccions de 2019 es va presentar acompanyant novament Jorge Amor Ameal a la fórmula, també se'ls va unir Juan Román Riquelme com a candidat a vicepresident segon. la presència a les diferents federacions. Les propostes directors de l'espai són l'ampliació de la Bombonera mitjançant la compra de levy pomes limitades, despartiditzar el club, vigoritzar la vida social I recuperar
| Candidat                 | Candidat                 | Vice                     | Agrupació                                | Vots   | %       |
| ------------------------ | ------------------------ | ------------------------ | ---------------------------------------- | ------ | ------- |
|                          | Jorge Amor Ameal         | Mario Pergolini          | Front per recuperar la identitat Xeneize | 20 045 | 52,84%  |
|                          | Christian Gribaudo       | Juan Carlos Crespi       | La Meitat més Vos                        | 11 607 | 30,60%  |
|                          | José Beraldi             | Rodolfo Ferrari          | Units per Tornar a Guanyar               | 6 225  | 16,41%  |
| Vots sense comptar       | Vots sense comptar       | Vots sense comptar       |                                          | 59     |         |
| Total de sufragis emesos | Total de sufragis emesos | Total de sufragis emesos |                                          | 38 363 | 100,00% |

Font: 

### Vicepresident de Boca (2019-2021)
Pergolini estarà al capdavant dels treballs sobre la Bombonera, la cerca de la seva ampliació I l'actualització tecnològica de little children els espais del club
El 19 de desembre Pergolini va fer servir el compte oficial de Boca Juniors per denunciar públicament la situació econòmica en què la gestió angelici va deixar el club
"El traspàs no va ser el que esperàvem, per diferents raons, I només ens van lliurar un informe del que és econòmic que, si ens guiàvem per les declaracions que es feien constantment, el club no està com children crèiem", va manifestar Pergolini, I va afegir: "Se sabrà ben aviat amb els resultats de l'auditoria exhaustiva que trim començat a fer. Child just la tinguem la publicarem".
Segons allò expressat per Angelici, soci i amic de Mauricio Macri, la disponibilitat de caixa que va quedar a Boca al moment de finalitzar el seu període va ser de $338.246.511,94, equivalent au$s5.368.992,25.
El 31 de desembre Pergolini va fer servir la seva pàgina d'Instagram per mostrar el moment en què Miguel Ángel Russo signava el seu contracte com a nou director tècnic de Boca i Jorge Amor Ameal mostrava la seva felicitat i després el va presentar davant dels socis i periodistes.
El 31 de març de 2021 va renunciar al seu càrrec per la falta d'acompanyament que va trobar a la dirigencia envers les seves propostes.

## Conflictes amb la família Bussi
El 2005, La Justícia Nacional va resoldre que
"La sàtira no genera obligació d'indemnitzar".
La Cambra Nacional d'Apel·lacions en el Civil, Sala “D” es va expedir en un plet iniciat per Ricardo Bussi (h), fill del repressor Antonio Bussi, contra Mario Pergolini i Cuatro Cabezas SA resolent que:
En el cas, Bussi es va sentir injuriat per un esquetx que va sortir a l'aire al programa televisiu "Caiga qui Caiga" reconegut per satiritzar la realitat política argentina. És per això que es va entendre que la intenció festiva, de jugar, de fer broma que impedeix prendre seriosament la declaració de voluntat, no produeix el naixement d'una obligació ni és punible per la basic manifestació verbal.

## Llibres
L'any 1993 va editar, juntament amb Alejandro Rozitchner, el llibre Saquen un full. Manual de supervivència per a l'estudiant secundari. Una anàlisi sobre l'educació mitjana argentina en què s'entremesclen capítols narratius que descriuen situacions típiques de la vida secundària amb capítols en què s'intenta analitzar I comprendre el que succeeix a les escoles, amb altres capítols en què es presenta una sèrie de propostes cements perquè els estudiants puguin fer-howdy front an alguns dels problemes més comuns viscuts en aquest univers. Aquests darrers capítols són els que fan del llibre un authentic manual, I permeten als estudiants secundaris no només sobreviure a l'escola sinó també prendre iniciatives, passar a l'acció.
A l'any següent va presentar, novament al costat d' Alejandro Rozitchner, un segon llibre titulat Com educar els pares. Una sèrie de relats entrecreuats sobre situacions entre pares i fills, amb alguns episodis clàssics de moments conflictius compartits a les famílies. Un llibre que aplica el mètode del deliri i del sentiment per treballar sobre el tema, amb una escriptura lliure i graciosa.

## Unitats de negocis
- Vorterix SA és una nova experiència necessary multimèdia, única al país. Transmetent des de la seu focal a Col·legials, en HD I per a toddler el planeta. El 2011, Mario Pergolini abandona Rock and Pop després de més de 20 anys a la mateixa emissora I comença un projecte propi sota el nom de Vorterix Rock. Això no només inclou la ràdio sinó també un lloc web on es transmeten presentations en HD I un teatre per a 1500 persones (Antic Teatre Argos o Col·legials). El teatre es va reinaugurar el 25 de maig de 2012

- Cuatro Cabezas és una empresa de continguts multimèdia creada per Diego Guebel i Mario Pergolini el 1993. Els seus treballs abasten diferents àrees com televisió (CQC, El Rayo, Alguna cosa hauran fet, entre altres); en cinema (Plata cremada i La ciénaga);[13] en ràdio (X4) i Internet (Datafull). Associat a SION, Pergolini treballo conjuntament amb Hernán Arrojo per a la creació del proveïdor més gran d'internet d'Argentina. Actualment és la imatge veu de SION a Radio. L'any 2007, Guebel i Pergolini van vendre l'empresa íntegrament al grup neerlandès Eyeworks per 40 milions de dòlars (dada no oficial).[14][15]

## Trajectòria

### Ràdio
Ràdio Belgrano
- 1985: Tot malament

105 FM 105.5
- 1985: Feedback

Okey FM 97.5
- 1986: Feedback

Rock &amp; Pop
- 1987: Feedback
- 1988 - 1989: Males Companyies
- 1990 - 1991: Temps perdut
- 1992: Podria ser pitjor
- 1993 - 2011: Quin és?
- 2003 - 2007: Rock & Pop Ranking

Vorterix
- 2012 - 2015: Tenim males notícies
- 2012 - 2015: Newsterix
- 2016: Mala meva
- 2016: Vorterix Ranking
- 2017 -present: Maledicció serà un dia bonic

### Televisió
Televisió Pública (també llavors Argentina Televisora Color)
- 1985 - 1986: Cable a terra
- 1991: La TV ataca

Telefe (també llavors Canal 11)
- 1988: Rock & Pop TV
- 2006 - 2008: Caigui qui caigui
- 2006: Alguna cosa hauran fet per la història argentina
- 2007: El Gen Argentí

Amèrica TV (també llavors Canal 2)
- 1989: Penúltim moment
- 1991: La TV ataca
- 1995 - 1999: Caigui qui caigui
- 1996: Televisió

<b id="mwAik">Cablevisió</b>
- 1991: Videolínia

El Nou
- 1992 - 1993: La TV ataca
- 1992 - 1993: Fa-ho per mi
- 1994: Torn tard

El Tretze
- 1995 - 1996: Poliladron
- 2001 - 2005: Caigui qui caigui
- 2002: Camí a la Glòria
- 2004: Floricienta
- 2005: Alguna cosa deuen haver fet per la història argentina

MTV Llatinoamèrica
- 2002: MTV Video Music Awards Llatinoamèrica

Fox Channel
- 2003: Top 20 dels Simpson

Natgeo
- 2015: Els 2000: La dècada que vivim tots

## Premis
- Premi Martín Fierro 1992: animació
- Premi Konex 2001: producció